# Linia kolejowa Owrucz – Korosteń
Linia kolejowa Owrucz – Korosteń – linia kolejowa na Ukrainie łącząca stację Owrucz ze stacją Korosteń. Zarządzana jest przez dyrekcję korosteńską Kolei Południowo-Zachodniej (oddział ukraińskich kolei państwowych).
Znajduje się w obwodzie żytomierskim. Odcinek Owrucz – Korosteń Podolski jest niezelektryfikowany, natomiast pozostała część linii do Korostenia posiada sieć trakcyjną. Odcinek Owrucz – Potapowyczi jest dwutorowy, natomiast pozostała część linii jest jednotorowa.